# Галиполис (Охајо)
Галиполис (енгл. Gallipolis) град је у америчкој савезној држави Охајо.

## Демографија
По попису из 2010. године број становника је 3.641, што је 539 (-12,9%) становника мање него 2000. године.
| Група             | 2000.         | 2010.         |
| Белци             | 3.776 (90,3%) | 3.248 (89,2%) |
| Афроамериканци    | 269 (6,4%)    | 185 (5,1%)    |
| Азијати           | 32 (0,8%)     | 39 (1,1%)     |
| Хиспаноамериканци | 24 (0,6%)     | 42 (1,2%)     |
| Укупно            | 4.180         | 3.641         |